# Ashanti Alston
Ashanti Omowali Alston (ur. 1954 w Plainfield) – amerykański pisarz, aktywista polityczny i mówca o poglądach anarchistycznych, niekiedy uznawany za przedstawiciela nurtu postanarchizmu. Były członek Partii Czarnych Panter oraz Czarnej Armii Wyzwolenia.

## Życiorys
Alston pochodzi z baptystyczno-judaistycznej rodziny. Miał 11 lat podczas zabójstwa Malcolma X i 13 lat podczas zamieszek w Newark w 1967, które miały miejsce w pobliżu rodzinnego miasta Plainfield w stanie New Jersey. Oba wydarzenia wpłynęły na jego decyzję o dołączeniu do Partii Czarnych Panter w wieku 17 lat. Wierzył wówczas, że Partia „przenosi nauki Malcolma X na wyższy poziom”. W 1971, w obliczu procesu 21 Panter, kiedy kilku jego rówieśnikom groziła kara śmierci, wstąpił do Czarnej Armii Wyzwolenia (BLA), grupy wydzielonej z Panter, która opowiadała się za próbą zbrojnej walki z rządem Stanów Zjednoczonych. W 1974 został aresztowany i uwięziony na 11 lat za udział w napadzie mającym na celu zebranie funduszy na BLA. W więzieniu starał się zdobywać nową wiedzę i rozwijać swoje poglądy, przyjmując ostatecznie postawę anarchistyczną (konkretniej anarchizmu bezprzymiotnikowego), odrzucając tym samym dominującą w Partii Czarnych Panter ideologię leninizmu i maoizmu.